# Kazem Shariatmadari
L'ayatollah Mohammad Kazem Shariatmadari (1905–1986) (en persan : محمد کاظم شريعتمداري) était un des religieux de plus haut rang en Iran et en Irak. Après la mort du Grand Ayatollah Borujerdi en 1962, il est devenu marja-e taqlid, avec des disciples en Iran, au Pakistan, en Inde, au Liban, au Koweït et dans les états du sud du golfe Persique. 
En 1963, à la suite de l'arrestation de Khomeini consécutive à son opposition violente à la Révolution Blanche, il permet  à ce dernier d'échapper à la peine de mort en lui reconnaissant la qualité de Grand Ayatollah, les "sources d'imitation" ("marâjis") ne pouvant être condamnées à la peine capitale en vertu de la Constitution iranienne de 1906. Il a été un des personnages clés de la Révolution iranienne. 
Pendant la période du gouvernement provisoire, il s'oppose progressivement à Khomeini et fonde le Parti républicain du peuple islamique en 1979. Il a aussi dirigé le Centre d'études et de publications islamiques de Qom et a été l'administrateur de la madreseh Fatemeh à Qom.

## Opposition à Khomeini et décès
L'ayatollah Shariatmadari s'est fermement opposé au système de gouvernement instauré par Khomeini fondé sur le principe de l'autorité du docteur de la loi ("velâyat-é faghih") qu'il jugeait contraire à l'Islam et aux revendications du peuple iranien. Il a par ailleurs sévèrement critiqué les conditions dans lesquelles s'est tenu le référendum par lequel a été adoptée la Constitution de la République islamique et a condamné la prise en otage du personnel diplomatique de l'ambassade des États-Unis menée le 4 novembre 1979. En raison de son attitude critique à l'égard du régime khomeyniste, il fut placé en résidence surveillée et les membres de sa famille furent emprisonnés et torturés. Cette situation provoqua en janvier 1980 des manifestations massives dans la province d'Azerbaïdjan, notamment à Tabriz, qui furent violemment réprimées sur ordre de Khomeini. Afin d'éviter un bain de sang, l'ayatollah Shariatmadari demanda l'arrêt des manifestations. 
En avril 1982, Sadegh Ghotbzadeh est arrêté et accusé de comploter avec des officiers de l'armée et des religieux pour perpétrer un attentat contre Khomeini afin de renverser le régime. Ghotbzadeh nie toute intention d'éliminer Khomeini et déclare qu'il voulait changer le gouvernement sans renverser la République islamique. Par des "aveux" obtenus sous la torture, il implique également l'ayatollah Shariatmadari, dont il disait qu'il était informé du plan et avait promis des fonds si le plan réussissait. Le beau-fils de Shariatmadari, qui aurait servi d'intermédiaire entre Shariatmadari et Ghotbzadeh, fut condamné à la prison à vie. Une intense campagne de diffamation fut mise en place pour discréditer Shariatmadari. En raison de sa qualité de mujtahid ("docteur de la loi islamique"), le gouvernement ne put l'exécuter publiquement. Son parti fut démantelé et son centre d'études et de publications islamiques fut fermé définitivement. Il demeura assigné à résidence jusqu'à sa mort en 1986.
Dans ses mémoires, Mohammad Reyshahri, l'ex-chef des services de renseignements du régime islamique, affirma avoir frappé personnellement l'ayatollah, alors presque octogénaire, lors de son interrogatoire. Ce dernier apparut à la télévision nationale, le visage couvert d'ecchymoses, afin de lire des confessions publiques et solliciter le pardon de Khomeini, celui dont il avait personnellement contribué à sauver la vie deux décennies auparavant.    
Lors de son inhumation à Qom, aucun membre du clergé ne fut autorisé à participer au service funéraire, ce qui suscita l'indignation de l'ayatollah Hossein Ali Montazeri, l'un des acteurs clés de la révolution de 1979 qui sera également placé quelques années plus tard en résidence surveillée.